# El habitante incierto
Pour plus de détails, voir Fiche technique et Distribution.
El habitante incierto est un film espagnol réalisé par Guillem Morales, sorti en 2004.

## Synopsis
Félix, un architecte, séparé de sa femme Vera, vit seul dans une grande maison. Il refuse les visites mais, une nuit, un homme demande à entrer pour téléphoner. Félix l'autorise et le laisse seul un moment. Quand il revient dans la pièce, l'homme a disparu.

## Fiche technique
- Titre : El habitante incierto
- Réalisation : Guillem Morales
- Scénario : Guillem Morales
- Musique : Marc Vaíllo
- Photographie : Sergi Bartrolí
- Montage : Joan Manel Vilaseca
- Production : Joaquín Padró et Mar Targarona
- Société de production : Canal+ España, Rodar y Rodar Cine y Televisión, Televisió de Catalunya et Televisión Española
- Pays :  Espagne
- Genre : Drame, horreur, thriller
- Durée : 90 minutes
- Dates de sortie : 
  - Espagne : 7 décembre 2004 (festival international du film de Catalogne)
  - Espagne : 21 octobre 2005

## Distribution
- Andoni Gracia : Félix
- Mónica López : Claudia / Vera
- Francesc Garrido : Bruno
- Agustí Villaronga : Martín
- Minnie Marx : Mme. Mueller
- Pere Abelló : Antonio
- Fina Rius : Alicia
- Ruben Ametllé : Diego

## Distinctions
Le film a été nommé au prix Goya du meilleur nouveau réalisateur.